# Interstate 94
Interstate 94 (I-94) é uma rodovia interestadual leste-oeste que liga as regiões dos Grandes Lagos e do norte das Grandes Planícies dos Estados Unidos, passando por Montana, Dakota do Norte, Minnesota, Wisconsin, Illinois, Indiana e Michigan. Seu terminal oeste fica a leste de Billings, Montana, em um entroncamento com a I-90; seu terminal leste fica em Port Huron, Michigan, onde se encontra com a I-69 e cruza a Ponte Blue Water até Sarnia, Ontário, Canadá, onde a rota se torna a Ontario Highway 402. Assim, ela fica ao longo da principal rota terrestre de Seattle (via I-90) para Toronto (via Ontario Highway 401) e é a única rodovia interestadual leste-oeste a ter uma conexão direta com o Canadá.
A I-94 faz vários cruzamentos com a I-90: em seu terminal oeste; de Tomah a Madison, em Wisconsin; em Chicago, Illinois; e em Lake Station, Indiana. As principais cidades com as quais a I-94 se conecta são Billings, Bismarck, Fargo, Minneapolis-Saint Paul, Madison, Milwaukee, Chicago e Detroit.